# Waldenrath
Waldenrath ist ein Ortsteil der Stadt Heinsberg in Nordrhein-Westfalen.

## Geografie
Der Ort grenzt im Norden an den Weiler Pütt, im Westen an Birgden und Schierwaldenrath, beides Ortsteile der Gemeinde Gangelt, im Süden an Gillrath, ein Ortsteil der Stadt Geilenkirchen, und im Osten an Straeten.

## Geschichte
Im 12. Jahrhundert wurde der Ort erstmals urkundlich erwähnt. Im Ort bestand zu der Zeit schon eine Kirche, die noch im gleichen Jahrhundert mit dem Heinsberger Gangolfusstift zu kooperieren begann. 1670 kam der Ort zu Leerodt und war eine französische Bürgermeisterei. Heute ist der Ort ein normaler Ortsteil von Heinsberg, das heutige Stadtbezirk Waldenrath umfasste u. a. Teile der alten Gemeinde.
Am 1. Januar 1972 wurde Waldenrath nach Heinsberg eingemeindet.

## Kirche St. Nikolaus

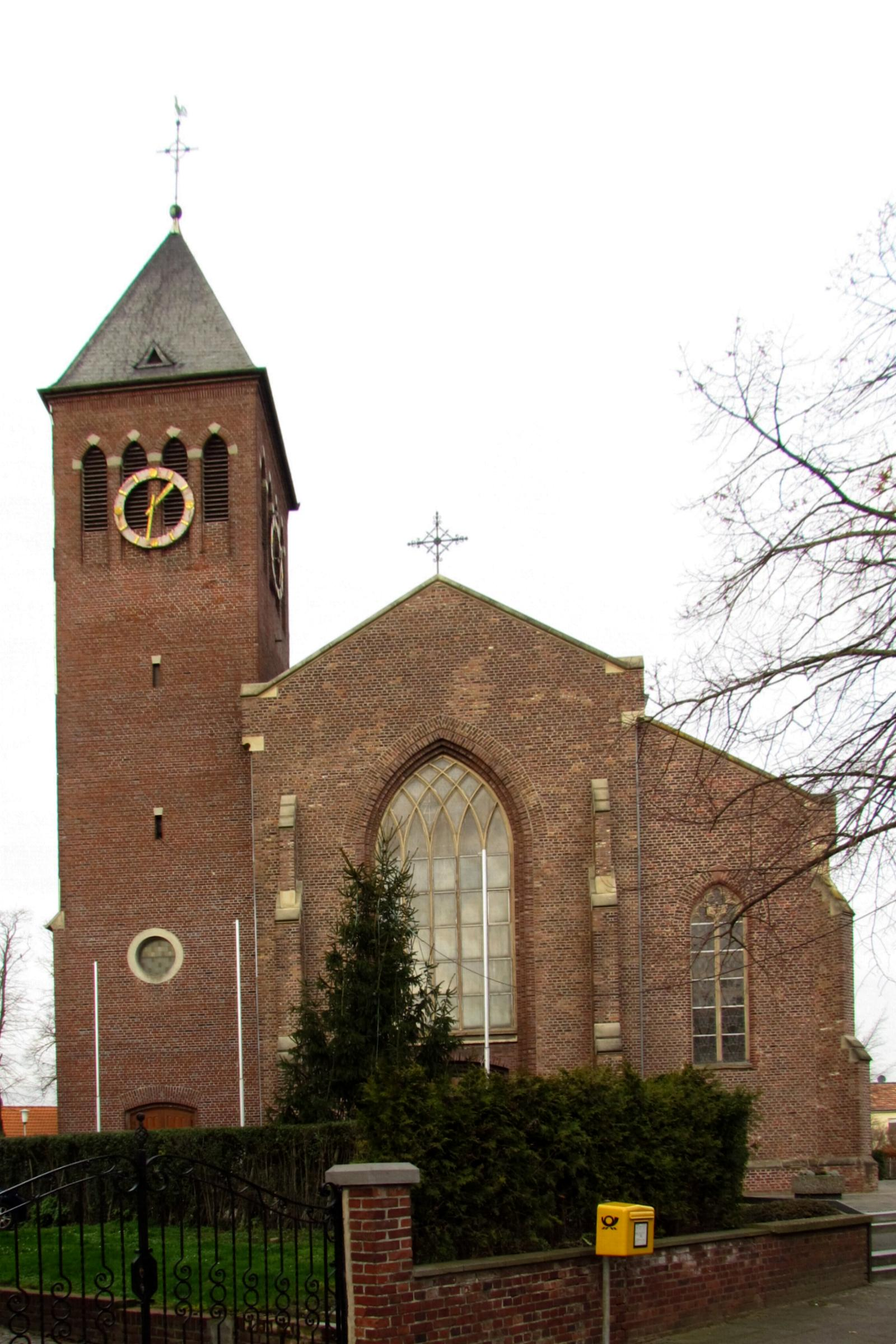
Kirche St. Nikolaus in Waldenrath

Die Waldenrather Kirche wurde 1898 nach den Plänen von Lambert von Fisenne gebaut und 1900 eingeweiht. Im Zweiten Weltkrieg wurde sie stark beschädigt, die vereinfachten Wiederaufbauarbeiten dauerten bis 1960 an. Wegen dieser Zerstörungen wurde sie nicht in die Denkmalliste eingetragen. Der Hochaltar der Kirche ist 1987 nach Restaurierungsarbeiten in die Liste eingetragen worden, er ist auf das 19. Jahrhundert datiert.

## Verkehr
Der Ort ist und war schon immer nur über die Straße zu erreichen, der nächste Bahnhof ist der Bahnhof Heinsberg (Rheinland).
Die AVV-Buslinien 410 und 472 der WestVerkehr verbinden Waldenrath wochentags mit Heinsberg, Geilenkirchen und Gangelt. Abends und am Wochenende kann der MultiBus angefordert werden.
| Linie | Verlauf |
| ----- | --- |
| 410   | (Oberbruch Schulzentrum – Unterbruch –) Heinsberg Busbf – Heinsberg AOK – (Schleiden – Uetterath – Rischden) / (Aphoven – Scheifendahl – Straeten – Waldenrath – Tripsrath – Hochheid) – (Bauchem – Geilenkirchen Schulzentrum – Bauchem –) Geilenkirchen Bf |
| 472   | Heinsberg Busbf – Schleiden / (Aphoven – Laffeld – Scheifendahl – Erpen) – Straeten – Waldenrath – Birgden (– Schierwaldenrath – Langbroich – Vinteln – Gangelt)                                                                                             |

Durch den Ort führt die L 227. Außerdem wurde die Bundesstraße 56n neu gebaut. Mit ihr ist die Verbindung nach Sittard und zu der 2 km entfernten Autobahn A46 verknüpft.

## Bildung
Die nächste Grundschule ist in Straeten. In Waldenrath befindet sich ein Kindergarten.

## Sport und Freizeit
- Sportplatz
- Spielplatz
- Jugendheim

## Vereine und Einrichtungen
- Freiwillige Feuerwehr[4]
- städtische Kindertagesstätte
- Altenheim St. Josef
- Fußballverein S.V. Viktoria Rot-Weiss Waldenrath Straeten[5]
- Musikverein[6]
- DJK Waldenrath (Turn- und Tanzverein)[7]
- Trommlerkorps[8]
- Heimatverein
- Kirchenchor
- Karnevalsvereinigung "Wooder Wend"
- St. Petri und Pauli Schützenbruderschaft Waldenrath